# 稲穂 (小樽市)
稲穂（いなほ）は北海道小樽市の地名。1丁目から5丁目まである。

## 概要
小樽駅を中心とする小樽市中心部に位置する地域名・・地名。オフィス・商店街などが集まり、小樽市の中心的な繁華街を形成している。小樽運河などの観光スポットにも近く、観光シーズンになると沢山の人で賑わう。
主として商業地として利用されているが、北部の5丁目は住宅地となっている。また、近年では市街地再開発等による高層住宅の建設も行われている。

## 地理
小樽市の中心部であるが地形の起伏は大きく、駅のある西側から東側の小樽港に向かって下り坂になっている。また、北部は石山町との境界をピークに南に向かって落ち込む急峻な地形となっている。
東は色内、西は富岡、南は花園、北は石山町、錦町、長橋に接する。

### 河川
- 色内川　（暗渠）
- 於古発川

## 歴史
明治初期は色内村に属していたが、1881年（明治14年）高島郡稲穂町として分割（当時の稲穂町は現在の富岡までを含む地域）された。1880年（明治13年）に官営幌内鉄道が手宮駅まで開通し、港に多数の船舶が入港するようになり、稲穂町を含めた周辺地域も発展した。1899年（明治32年）小樽区の成立に伴い周辺6町とともに編入され小樽区稲穂町となる。1915年（大正4年）富岡町を分立、1922年（大正11年）小樽市市制施行に伴い小樽市稲穂町となる。

## 交通

### 鉄道
- 北海道旅客鉄道（JR北海道）函館本線小樽駅

### 路線バス
- 小樽駅前バスターミナル
  - 北海道中央バス（おたもい営業所、真栄営業所、札樽線）
  - ジェイ・アール北海道バス（札樽線）
  - ニセコバス

### 道路
一般国道
- 国道5号

北海道道
- 北海道道454号小樽海岸公園線
- 北海道道697号天神南小樽停車場線
- 北海道道820号小樽港稲穂線

## 施設

### 官公庁
- 小樽市役所駅前サービスセンター
- 小樽警察署駅前交番

### 公共施設
- いなきたコミュニティーセンター
- 小樽市産業会館

### 金融機関
- 北海道銀行小樽支店
- 北洋銀行小樽中央支店・小樽駅前支店
- 北陸銀行小樽支店
- 三井住友銀行小樽出張所
- 北海道信用金庫小樽支店
- 北海道労働金庫小樽支店

### 郵便局
- 小樽駅前郵便局
- 小樽産業会館内郵便局

### 医療機関
- 医療法人社団野口病院
- 医療法人社団三ツ山病院

### 教育機関
大学
- 小樽商科大学駅前プラザ｢ゆめぽーと｣

### 宿泊施設
ホテル
- オーセントホテル小樽
- 天然温泉灯の湯ドーミーインPREMIUM小樽

ビジネスホテル
- 小樽グリーンホテル本館・別館
- ALPHABED INN 小樽駅前（旧ホテル稲穂）

### 商業施設

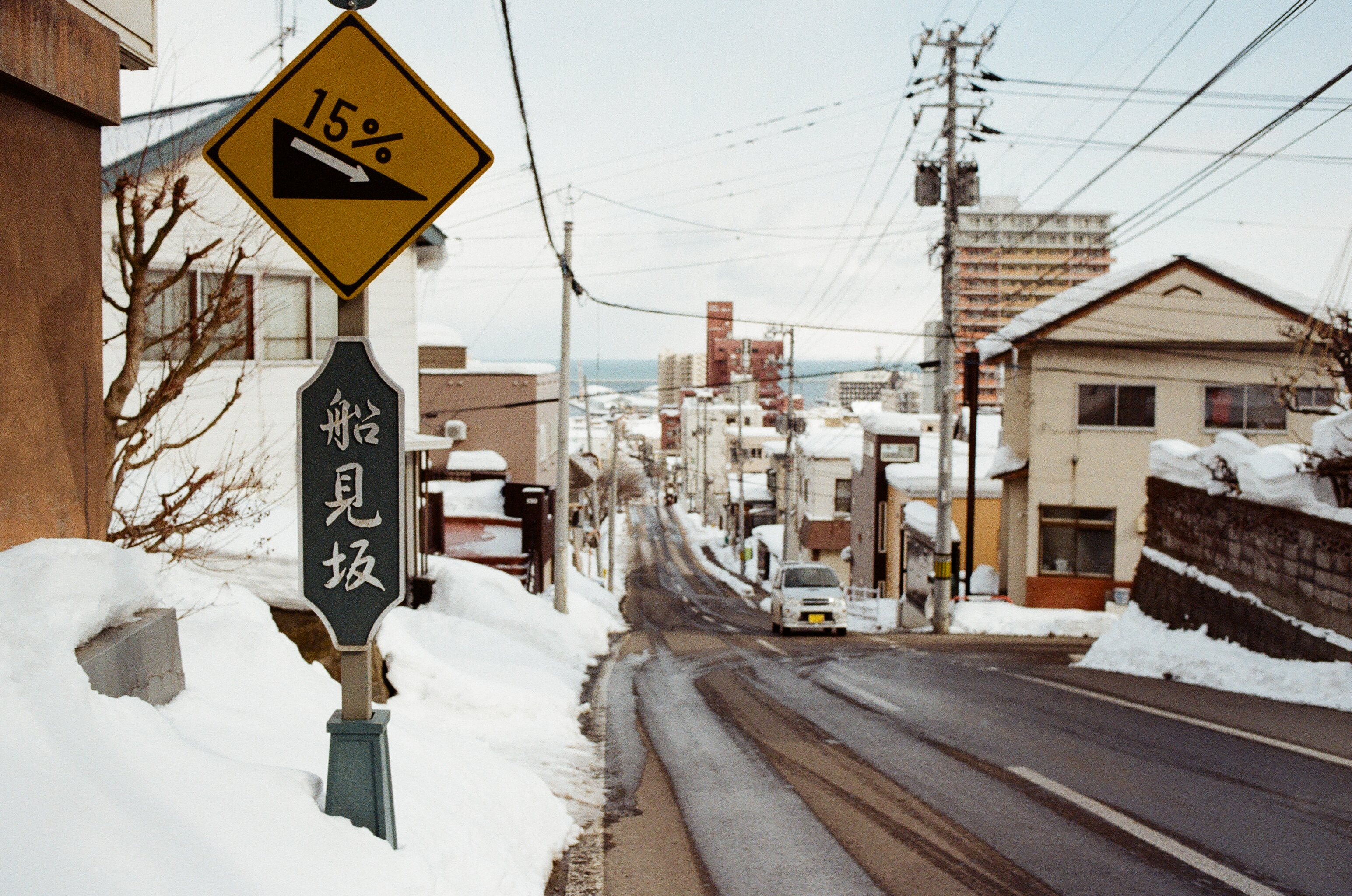
船見坂

- 小樽駅前第一ビル
  - 玉光堂小樽駅前店
  - かま栄小樽駅前第一ビル店
  - 紀伊国屋書店小樽店
- 長崎屋小樽店
- ドン・キホーテ小樽店
- サンビルスクエア
  - エキモルタオ
  - ミスタードーナツ小樽店
- 都通り商店街
  - あまとう本店
- 小樽サンモール一番街
  - 小樽屋台村レンガ横丁
- 三角市場
- 小樽中央市場
- 小樽中央卸市場

### 名所・観光スポット
- 旧国鉄手宮線
- 船見坂
- 龍宮神社